# Ba (stad)
Ba is een stad in Fiji en is de hoofdplaats van de provincie Ba in de divisie Western.
Ba telde in 2007 bij de volkstelling 15.735 inwoners.

## Geboren
- Petero Daunisaka (1982), voetballer